# Gymnastique rythmique aux Jeux olympiques d'été de 2000
Navigation
Atlanta 1996 Athènes 2004

## Épreuve individuelle

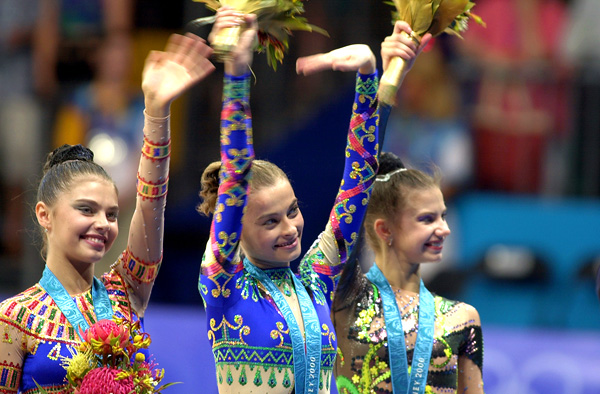
Podium du concours individuel.

| Médaille                            | Nom             | Pays        | Points |
| ----------------------------------- | --------------- | ----------- | ------ |
| Médaille d'or, Jeux olympiques      | Yulia Barsukova | Russie      | 39,632 |
| Médaille d'argent, Jeux olympiques  | Yulia Raskina   | Biélorussie | 39,548 |
| Médaille de bronze, Jeux olympiques | Alina Kabaeva   | Russie      | 39,466 |

## Épreuve par équipes
| Médaille                            | Nom | Pays        | Points |
| ----------------------------------- | --- | ----------- | ------ |
| Médaille d'or, Jeux olympiques      | Irina Belova Yelena Tchalamova Natalia Lavrova Maria Netessova Vera Chimanskaïa Irina Zilber               | Russie      | 39,500 |
| Médaille d'argent, Jeux olympiques  | Tatiana Ananko Tatiana Belan Anna Glazkova Irina Ilienkova Maria Lazuk Olga Puzhevich                      | Biélorussie | 39,500 |
| Médaille de bronze, Jeux olympiques | Eirini Aindili Evangelia Christodoulou Maria Georgatou Zacharoula Karyami Charikleia Pantazi Anna Pollatou | Grèce       | 39,283 |